# Богданович, Василий Иванович
Василий Иванович Богданович (? — ок. 1850) — председатель аудиториата Черноморского флота.
В службе с 1803 года. Был назначен 13 августа 1812 года командиром Екатеринбургского пехотного полка, который к 22 августа занял позиции у деревни Горки на Бородинском поле. Спустя несколько дней полк под его командованием участвовал в Бородинском сражении. В октябре 1812 года у Вязьмы полк выбил французов из села Ржавец, а затем принял участие в освобождении Вязьмы, за что командир полка майор Богданович получил орден Св. Анны 2-й степени. В октябре 1813 года, уже после переформирования, полк участвовал в  «сражении под Лейпцигом», где Богданович в бою на Герберской улице Лейпцига был тяжело ранен картечью. Из-за ранения командование полком принял майор Слепцов; Богданович же за отличие получил следующий чин, подполковника. В 1816 году В. И. Богданович вышел в отставку, но затем вернулся на службу.
В 1818 году он был награждён орденом Св. Владимира 4-й степени с бантом. В 1819 году при отставке взамен пенсиона получил земли в Херсонской губернии (1500 десятин).
Занял должность Херсонского полицмейстера, но вскоре был уволен; причем при увольнении в 1820 году состоял под судом и через 5 лет Государственным советом было вынесено определение не назначать его на подобные должности; «штраф сей исключён из списка по Выс. повелению в январе 1832 года».
В июле 1839 года он был произведён в чин действительного статского советника. Занимал должность председателя аудиториата Черноморского флота. В 1845 году за XV лет службы был отмечен золотым оружием.